# Estación Laguna del Monte
Laguna del Monte es una estación ferroviaria ubicada en la localidad del mismo nombre, Departamento Presidente Roque Sáenz Peña, Provincia de Córdoba, República Argentina.

## Servicios
Actualmente, se encuentra sin servicio alguno. Forma parte de la red de Trenes Argentinos Cargas, sin embargo no recibe tráfico alguno.

## Historia
En el año 1891 fue inaugurada la Estación, por parte del Ferrocarril Buenos Aires al Pacífico, en el ramal Rufino-Villa María, Sólo de Cargas.